# Pseudopannota modesta
Pseudopannota modesta is een haft uit de familie Baetidae. De wetenschappelijke naam van de soort is voor het eerst geldig gepubliceerd in 1990 door Elouard & Gillies.
De soort komt voor in het Afrotropisch gebied.